# Pontinus nigropunctatus
Pontinus nigropunctatus és una espècie de peix pertanyent a la família dels escorpènids.

## Descripció
- Fa 35 cm de llargària màxima.[3][4]

## Hàbitat
És un peix marí, demersal i de clima tropical (15°S-17°S) que viu entre 146-183 m de fondària.

## Distribució geogràfica
Es troba a l'Atlàntic sud-oriental: és un endemisme de l'illa de Santa Helena.

## Observacions
És inofensiu per als humans i la seua carn, blanca i suau, és excel·lent per a menjar.